# Isidore Ier de Constantinople
Isidore Ier de Constantinople (en grec : Ισίδωρος Α) est patriarche de Constantinople de 1347 à 1350.

## Biographie
Isidore Boukheiras, ancien moine du mont Athos, archevêque de Monemvasia et hésychaste convaincu, remplace le 17 mai 1347 Jean XIV Kalékas, déchu. Isidore Ier couronne Jean VI Cantacuzène le 21 mai suivant mais il meurt dès février / mars 1350.